# Denise Loop
Denise Loop (* 19. Mai 1994 in Itzehoe) ist eine deutsche Politikerin und Mitglied des Deutschen Bundestages für Bündnis 90/Die Grünen.

## Leben
Von 2014 bis 2018  absolvierte Loop  das Bachelorstudium  Soziale Arbeit an der Fachhochschule Kiel und erhielt nach Studienabschluss und Ableistung des Berufsanerkennungsjahrs 2019 die staatliche Anerkennung als Sozialarbeiterin. Seitdem arbeitete sie im Fachdienst „Sozialpädagogische Hilfen“ des Jugendamtes bei der Kreisverwaltung Dithmarschen. Zudem nahm sie 2019 ein berufsbegleitendes Masterstudium an der Evangelischen Hochschule für Soziale Arbeit & Diakonie auf.

## Privates
Loop ist verheiratet, evangelisch und hat ein Kind. Sie wohnt in Heide.

## Politik
Seit 2010 ist Loop Mitglied der  Grünen Jugend und seit April 2016 Mitglied bei Bündnis 90/Die Grünen. Von März 2015 bis September 2017 war sie Sprecherin der Grünen Jugend Schleswig-Holstein und von September 2017 bis September 2018 deren politische Geschäftsführerin. Von Oktober 2019 bis April 2021 war sie Mitglied im Parteirat von Bündnis 90/Die Grünen in Schleswig-Holstein. Seit Juli 2019 ist sie Vorsitzende des Kreisverbandes Dithmarschen von Bündnis 90/Die Grünen.
Bei der Bundestagswahl 2021 kandidierte sie im Wahlkreis Nordfriesland – Dithmarschen Nord und erreichte mit 14,3 % der Erststimmen den 3. Platz. Über Platz 5 in der Landesliste Schleswig-Holstein zog sie in den Bundestag ein.
Bei der Bundestagswahl 2025 erreichte sie im selben Wahlkreis 10,9 % der Erststimmen, damit die viertmeisten Stimmen, und wurde erneut über die Landesliste (Platz 3) ins Parlament gewählt.
Daneben ist sie seit Februar 2024 auch Mitglied der Ratsfraktion ihrer Partei in ihrer Heimatstadt.